# Llista d'asteroides/163101-163200
| Nom      | Designació provisional | Data de descobriment | Lloc de descobriment | Descobridor/s              |
| -------- | ---------------------- | -------------------- | -------------------- | -------------------------- |
| 163101 - | 2002 AU112             | 9 de gener de 2002   | Socorro              | LINEAR                     |
| 163102 - | 2002 AQ125             | 11 de gener de 2002  | Socorro              | LINEAR                     |
| 163103 - | 2002 AP126             | 13 de gener de 2002  | Socorro              | LINEAR                     |
| 163104 - | 2002 AO129             | 13 de gener de 2002  | Socorro              | LINEAR                     |
| 163105 - | 2002 AC139             | 9 de gener de 2002   | Socorro              | LINEAR                     |
| 163106 - | 2002 AE140             | 13 de gener de 2002  | Socorro              | LINEAR                     |
| 163107 - | 2002 AN143             | 13 de gener de 2002  | Socorro              | LINEAR                     |
| 163108 - | 2002 AS152             | 14 de gener de 2002  | Socorro              | LINEAR                     |
| 163109 - | 2002 AR156             | 13 de gener de 2002  | Socorro              | LINEAR                     |
| 163110 - | 2002 AQ162             | 13 de gener de 2002  | Socorro              | LINEAR                     |
| 163111 - | 2002 AC166             | 13 de gener de 2002  | Socorro              | LINEAR                     |
| 163112 - | 2002 AD172             | 14 de gener de 2002  | Socorro              | LINEAR                     |
| 163113 - | 2002 AJ175             | 14 de gener de 2002  | Socorro              | LINEAR                     |
| 163114 - | 2002 AR177             | 14 de gener de 2002  | Socorro              | LINEAR                     |
| 163115 - | 2002 AF191             | 11 de gener de 2002  | Kitt Peak            | Spacewatch                 |
| 163116 - | 2002 AE197             | 14 de gener de 2002  | Kitt Peak            | Spacewatch                 |
| 163117 - | 2002 AK197             | 13 de gener de 2002  | Socorro              | LINEAR                     |
| 163118 - | 2002 AS197             | 14 de gener de 2002  | Palomar              | NEAT                       |
| 163119 - | 2002 AO208             | 9 de gener de 2002   | Apache Point         | SDSS                       |
| 163120 - | 2002 BW1               | 21 de gener de 2002  | Desert Eagle         | W. K. Y. Yeung             |
| 163121 - | 2002 BY9               | 18 de gener de 2002  | Socorro              | LINEAR                     |
| 163122 - | 2002 BL11              | 19 de gener de 2002  | Socorro              | LINEAR                     |
| 163123 - | 2002 BM15              | 19 de gener de 2002  | Socorro              | LINEAR                     |
| 163124 - | 2002 BC22              | 21 de gener de 2002  | Socorro              | LINEAR                     |
| 163125 - | 2002 BN29              | 20 de gener de 2002  | Anderson Mesa        | LONEOS                     |
| 163126 - | 2002 BO29              | 20 de gener de 2002  | Anderson Mesa        | LONEOS                     |
| 163127 - | 2002 BB30              | 21 de gener de 2002  | Anderson Mesa        | LONEOS                     |
| 163128 - | 2002 CN                | 2 de febrer de 2002  | Palomar              | NEAT                       |
| 163129 - | 2002 CH1               | 3 de febrer de 2002  | Palomar              | NEAT                       |
| 163130 - | 2002 CB5               | 4 de febrer de 2002  | Palomar              | NEAT                       |
| 163131 - | 2002 CF6               | 4 de febrer de 2002  | Haleakala            | NEAT                       |
| 163132 - | 2002 CU11              | 7 de febrer de 2002  | Socorro              | LINEAR                     |
| 163133 - | 2002 CV13              | 8 de febrer de 2002  | Desert Eagle         | W. K. Y. Yeung             |
| 163134 - | 2002 CM16              | 6 de febrer de 2002  | Socorro              | LINEAR                     |
| 163135 - | 2002 CT22              | 5 de febrer de 2002  | Palomar              | NEAT                       |
| 163136 - | 2002 CX27              | 6 de febrer de 2002  | Socorro              | LINEAR                     |
| 163137 - | 2002 CY28              | 6 de febrer de 2002  | Socorro              | LINEAR                     |
| 163138 - | 2002 CA37              | 7 de febrer de 2002  | Socorro              | LINEAR                     |
| 163139 - | 2002 CQ39              | 11 de febrer de 2002 | Desert Eagle         | W. K. Y. Yeung             |
| 163140 - | 2002 CU47              | 3 de febrer de 2002  | Haleakala            | NEAT                       |
| 163141 - | 2002 CS50              | 12 de febrer de 2002 | Desert Eagle         | W. K. Y. Yeung             |
| 163142 - | 2002 CD51              | 12 de febrer de 2002 | Desert Eagle         | W. K. Y. Yeung             |
| 163143 - | 2002 CH56              | 7 de febrer de 2002  | Socorro              | LINEAR                     |
| 163144 - | 2002 CO80              | 7 de febrer de 2002  | Socorro              | LINEAR                     |
| 163145 - | 2002 CS88              | 7 de febrer de 2002  | Socorro              | LINEAR                     |
| 163146 - | 2002 CS92              | 7 de febrer de 2002  | Socorro              | LINEAR                     |
| 163147 - | 2002 CK95              | 7 de febrer de 2002  | Socorro              | LINEAR                     |
| 163148 - | 2002 CQ95              | 7 de febrer de 2002  | Socorro              | LINEAR                     |
| 163149 - | 2002 CV106             | 7 de febrer de 2002  | Socorro              | LINEAR                     |
| 163150 - | 2002 CE109             | 7 de febrer de 2002  | Socorro              | LINEAR                     |
| 163151 - | 2002 CW111             | 7 de febrer de 2002  | Socorro              | LINEAR                     |
| 163152 - | 2002 CQ112             | 7 de febrer de 2002  | Socorro              | LINEAR                     |
| 163153 - | 2002 CO116             | 12 de febrer de 2002 | Kuma Kogen           | A. Nakamura                |
| 163154 - | 2002 CE123             | 7 de febrer de 2002  | Socorro              | LINEAR                     |
| 163155 - | 2002 CL130             | 7 de febrer de 2002  | Socorro              | LINEAR                     |
| 163156 - | 2002 CX130             | 7 de febrer de 2002  | Socorro              | LINEAR                     |
| 163157 - | 2002 CY130             | 7 de febrer de 2002  | Socorro              | LINEAR                     |
| 163158 - | 2002 CS136             | 8 de febrer de 2002  | Socorro              | LINEAR                     |
| 163159 - | 2002 CX136             | 8 de febrer de 2002  | Socorro              | LINEAR                     |
| 163160 - | 2002 CM146             | 9 de febrer de 2002  | Socorro              | LINEAR                     |
| 163161 - | 2002 CE152             | 10 de febrer de 2002 | Socorro              | LINEAR                     |
| 163162 - | 2002 CG159             | 7 de febrer de 2002  | Socorro              | LINEAR                     |
| 163163 - | 2002 CB165             | 8 de febrer de 2002  | Socorro              | LINEAR                     |
| 163164 - | 2002 CC169             | 8 de febrer de 2002  | Socorro              | LINEAR                     |
| 163165 - | 2002 CC177             | 10 de febrer de 2002 | Socorro              | LINEAR                     |
| 163166 - | 2002 CX177             | 10 de febrer de 2002 | Socorro              | LINEAR                     |
| 163167 - | 2002 CY178             | 10 de febrer de 2002 | Socorro              | LINEAR                     |
| 163168 - | 2002 CL195             | 10 de febrer de 2002 | Socorro              | LINEAR                     |
| 163169 - | 2002 CX199             | 10 de febrer de 2002 | Socorro              | LINEAR                     |
| 163170 - | 2002 CQ218             | 10 de febrer de 2002 | Socorro              | LINEAR                     |
| 163171 - | 2002 CU220             | 10 de febrer de 2002 | Socorro              | LINEAR                     |
| 163172 - | 2002 CV225             | 3 de febrer de 2002  | Palomar              | NEAT                       |
| 163173 - | 2002 CX233             | 11 de febrer de 2002 | Socorro              | LINEAR                     |
| 163174 - | 2002 CX236             | 8 de febrer de 2002  | Socorro              | LINEAR                     |
| 163175 - | 2002 CB239             | 11 de febrer de 2002 | Socorro              | LINEAR                     |
| 163176 - | 2002 CL241             | 11 de febrer de 2002 | Socorro              | LINEAR                     |
| 163177 - | 2002 CM242             | 11 de febrer de 2002 | Socorro              | LINEAR                     |
| 163178 - | 2002 CU247             | 15 de febrer de 2002 | Socorro              | LINEAR                     |
| 163179 - | 2002 CF252             | 4 de febrer de 2002  | Palomar              | NEAT                       |
| 163180 - | 2002 CU270             | 8 de febrer de 2002  | Kitt Peak            | Spacewatch                 |
| 163181 - | 2002 CL272             | 8 de febrer de 2002  | Anderson Mesa        | LONEOS                     |
| 163182 - | 2002 CZ278             | 7 de febrer de 2002  | Kitt Peak            | Spacewatch                 |
| 163183 - | 2002 CZ282             | 8 de febrer de 2002  | Socorro              | LINEAR                     |
| 163184 - | 2002 CZ299             | 11 de febrer de 2002 | Socorro              | LINEAR                     |
| 163185 - | 2002 DJ2               | 19 de febrer de 2002 | Desert Eagle         | W. K. Y. Yeung             |
| 163186 - | 2002 DA13              | 24 de febrer de 2002 | Palomar              | NEAT                       |
| 163187 - | 2002 DD16              | 19 de febrer de 2002 | Kitt Peak            | Spacewatch                 |
| 163188 - | 2002 ES4               | 10 de març de 2002   | Cima Ekar            | Asiago-DLR Asteroid Survey |
| 163189 - | 2002 EU6               | 6 de març de 2002    | Siding Spring        | R. H. McNaught             |
| 163190 - | 2002 EV7               | 12 de març de 2002   | Črni Vrh             | Črni Vrh                   |
| 163191 - | 2002 EQ9               | 15 de març de 2002   | Palomar              | NEAT                       |
| 163192 - | 2002 EB11              | 13 de març de 2002   | Črni Vrh             | Črni Vrh                   |
| 163193 - | 2002 EQ12              | 14 de març de 2002   | Desert Eagle         | W. K. Y. Yeung             |
| 163194 - | 2002 EC14              | 5 de març de 2002    | Palomar              | NEAT                       |
| 163195 - | 2002 EP21              | 10 de març de 2002   | Haleakala            | NEAT                       |
| 163196 - | 2002 EN24              | 5 de març de 2002    | Kitt Peak            | Spacewatch                 |
| 163197 - | 2002 EZ25              | 10 de març de 2002   | Anderson Mesa        | LONEOS                     |
| 163198 - | 2002 EX27              | 9 de març de 2002    | Socorro              | LINEAR                     |
| 163199 - | 2002 ED29              | 9 de març de 2002    | Socorro              | LINEAR                     |
| 163200 - | 2002 EF36              | 9 de març de 2002    | Kitt Peak            | Spacewatch                 |